# Hansa Waggonbau T4
Hansa Waggonbau T4 – typ wysokopodłogowego, jednoczłonowego, jednokierunkowego wagonu tramwajowego, wytwarzanego w latach 1952–1954 r. w zakładach Linke-Hoffman-Busch w Salzgitter oraz po 1954 r. w zakładach Maschinenfabrik Esslingen i Hansa Waggonbau.
Pierwszych pięć tramwajów oznaczonych jako T4a o numerach 801–805 i pięć doczep nr 1801–1805 powstało w 1952 r. w Linke-Hoffman-Busch. W 1953 r. wagony dostarczono do Bremy, gdzie kursowały początkowo tylko na linii nr 2. Z powodu braków materiałowych w wagonach zamontowano używane silniki. Konstrukcja wagonów początkowo nie była dopracowana; po pierwszym tygodniu doszło do awarii hamulców, która jednak nie spowodowała żadnych znaczących szkód. Od 1954 r. produkcję przejęły zakłady Hansa Waggonbau w Bremie i Maschinenfabrik Esslingen. Tramwaje silnikowe z drugiej serii produkcyjnej otrzymały oznaczenie T4b i numerację 806–827, natomiast odpowiadającym im wagonom doczepnym nadano numery z zakresu 1806–1825. T4b stanowiły rozwinięcie konstrukcyjne T4a.
Tramwaje T4 były znacząco dłuższe od innych kursujących wówczas po Bremie bezprzegubowych wagonów tramwajowych. Aby wagony mieściły się w skrajni podczas pokonywania zakrętów,
zaprojektowano nadwozie o zwężonych ścianach czołowych, dzięki czemu wagony otrzymały charakterystyczny, zaokrąglony kształt.
Ostatnią linią obsługiwaną przez tramwaje T4a była linia nr 5. W 1977 r. wagony T4a wycofano z ruchu i zezłomowano. Tramwaje serii T4b kursowały w latach 70. XX wieku przeważnie na linii nr 3. W latach 80. XX wieku liczba wagonów w ruchu ulegała ciągłemu zmniejszeniu, a jedyną linią, na której kursowały stała się linia nr 10. W 1989 r. pozostało 5 tramwajów; po raz ostatni wyjechały one na linię w 1990 r.
Wagony silnikowe nr 811 i 827 oraz doczepne nr 1806 i 1815 zachowano do celów muzealnych, jednak jedynie skład złożony z wagonów nr 811 i 1806 jest sprawny technicznie.